# Chantons sous l'Occupation
 (juin 2024).
Pour plus de détails, voir Fiche technique et Distribution.
Chantons sous l'Occupation est un documentaire français réalisé par André Halimi, sorti en 1976.

## Synopsis
14 juin 1940, les troupes allemandes paradent sur les Champs-Élysées. L'Armistice du 22 juin 1940 est signé entre le gouvernement français du maréchal Philippe Pétain et l’Allemagne du Troisième Reich. La guerre est-elle finie ? Le drapeau nazi flotte sur la tour Eiffel et sur les monuments de la capitale. Paris sous l’occupation allemande commence et durera jusqu’à la Libération le 24 août 1944.
À Paris, cabarets, music-hall, cinémas et théâtres sont mobilisés pour faire oublier les rigueurs de la guerre et de l’Occupation : le gai Paris ! Avec des documents d'actualité et des extraits de films auxquels se mêlent des interviews réalisés par l'auteur en 1976, André Halimi met sur la sellette les artistes français sous l'Occupation : leur fallait-il (se) distraire ou se taire ? Quoi qu'il en soit, et comme le montre ce documentaire, les quatre années sombres ont été plutôt fertiles pour la chanson française. Les Parisiens font la queue pour applaudir Édith Piaf, Georges Guétary, Fernandel, Charles Trenet, Mistinguett, etc. tandis que Tino Rossi et Maurice Chevalier accepteront de chanter à Radio-Paris, une radio de propagande allemande.
Après avoir envahi le pays, l’armée allemande envahit les salles de spectacle. Chanter pour panser les malheurs de la guerre, fallait-il, ou non, continuer à chanter ? Cette activité pouvait-elle passer pour une forme de collaboration ? Ici débute la polémique. À questions dérangeantes, réponses ambiguës ! Pour Albert Naud, distraire les Parisiens c’était aussi maintenir et entretenir le moral de l’armée allemande. Pour Maurice Bardèche, il était difficile de mettre le drapeau français en berne pendant des années et que la France devienne un désert culturel durant tout ce temps. Pour l’historien Philippe Bourdel, il fallait distinguer ce qu’on pouvait refuser de ce qu’on ne pouvait pas. On pouvait, comme Sacha Guitry, refuser d’aller en Allemagne alors que d’autres y sont allés. On pouvait ne pas participer à tous les banquets des officiers allemands, précise Bruno Coquatrix. Daniel Gélin raconte qu’à 18-20 ans, élève au Cours Simon, il avait eu envie durant l’Occupation, simplement, de jouer la comédie aux côtés de François Périer. Cela lui a valu d’être interdit de travailler pendant quelques mois à cause du comité d’épuration à la Libération. « On faisait son métier comme le boulanger faisait son pain » nous dit le réalisateur Claude Pinoteau.
La question juive n’était pas seulement celle de la déportation et de la Shoah mais, aussi, celle de l’exclusion, avec les lois sur le statut des juifs du régime de Vichy, transformant les artistes juifs du cinéma, des théâtres, de la radio en des parias, des chômeurs français permanents.
Très décrié à la Libération pour son comportement durant l’Occupation, Sacha Guitry avait pourtant refusé d’être financé par la Continental-Films, dont les cachets allemands étaient très importants. C’était là une forme de résistance. Pierre Fresnay jouait énormément sur scène ou à l’écran mais cela ne l’empêchait pas de protéger des jeunes appelés pour leur éviter de partir au Service du travail obligatoire en Allemagne.
Pinoteau rappelle que Jean Cocteau, comme Guitry et d'autres représentants la culture française, étaient obligés de répondre aux invitations de l'ambassade d'Allemagne à Paris. Ce geste n’était pas pour autant un acte de collaboration. Et Yves Boisset d’affirmer que Cocteau avait beaucoup aidé des gens en utilisant ses relations avec les Allemands, comme Guitry, pour sauver des artistes et écrivains juifs. « La politique n’intéressait pas Cocteau, c’étaient les gens qui l’intéressaient ». Jean Marais confirme et témoigne : Cocteau avait écrit une nouvelle pièce La Machine à écrire et Alain Laubreaux, un critique au journal collaborationniste Je suis partout, avait annoncé qu’il allait éreinter Cocteau. Marais, acteur dans la pièce, avait annoncé que si Laubreaux écrivait un article contre Cocteau, il lui « casserait la figure » car il n’avait pas le droit de juger un mois avant la répétition générale de la pièce (créée le 29 avril 1941), ne connaissant pas son contenu. Laubreaux passa outre la menace et Marais tint sa promesse et rossa l’individu. Résultat, la pièce fut interdite par la censure allemande et le nom de Marais fut inscrit sur une liste d’arrestation. Cocteau ayant connu, avec Picasso en 1929, le sculpteur allemand Arno Breker, devenu sculpteur officiel du Troisième Reich, eut recours à lui pour sauver Marais.

## Fiche technique
- Titre : Chantons sous l'Occupation
- Réalisation : André Halimi
- Scénario : André Halimi
- Assistantes de réalisation : Nathalie Masduraud, Béatrice Nakache et Véronique Simon-Bonan
- Photographie : Michel Boschet, Marc Champion et Jean Rouch
- Son : Vincent Blanchet, assisté de Gilles Metivier et Serge Desfourneaux
- Montage : Henri Colpi, assisté de Michel Valio et Claire Simon avec la collaboration de Jean Rouch
- Mixage : Lucien Zazzera
- Régie : Catherine Lapoujade
- Effets spéciaux : Martine Boscher
- Mixage Studios Marignan et laboratoires C.T.M
- Film consultant : René Thévenet
- Documentaliste : Christina Varady
- Producteur : Anatole Dauman
- Assistantes de production : Agnès Arreou et Sandrine Fleischmann
- Production : Argos Films - INA - Les Films Armorial
- Pays d'origine :  France
- Durée : 90 minutes
- Format : 4/3, en couleur avec séquences en noir et Blanc
- Date de sortie : France - 28 avril 1976
- Film remonté en 1998 pour La Cinq chaîne de télévision française

## Intervenants - témoins
- Bruno Coquatrix, directeur de la salle de music-hall L’Olympia
- Albert Naud, membre du Réseau de Résistance « Musée de l’homme »
- Marc Doelnitz, artiste de cabaret
- Claude Pinoteau, réalisateur
- André Weil-Curiel, 1er français ayant rallié le général De Gaulle
- Maurice Bardèche, écrivain
- Robert Beauvais, producteur de radio et écrivain
- Daniel Gélin, acteur
- Michel Gyarmathy, directeur artistique des Folies Bergère
- Jean-Louis Bory, écrivain et critique
- Philippe Bourdel, historien
- Yves Boisset, réalisateur
- Cédric Klapisch, réalisateur
- Marthe Mercadier, actrice
- Jean Marais, acteur
- Arno Breker, sculpteur officiel du 3ème Reich
- Commentaire dit par Claude Baylet
- Le Chant des partisans, chanson interprétée par Yves Montand

## Autour du film
- À propos de Chantons sous l'Occupation, le réalisateur André Halimi déclare : « Mon film ne prétend pas évoquer la Résistance, les hauts faits militaires et les souffrances engendrées par la Seconde Guerre mondiale. Mais - et c'est là mon propos - j'ai voulu montrer que cette période (1940-1944), si pénible pour les uns et tragique pour les autres, a été fort allégrement supportée par ceux qui ont « chanté sous l'occupation ». Aussi les images du film présentent-elles un rapport plus qu'évident avec des personnes existant ou ayant existé, et dont certaines, par bonheur, chantent toujours… ».
- Le cinéaste François Truffaut ne tarissait pas d'éloges sur Chantons sous l'Occupation lors de sa sortie en 1976 : « Le film d'André Halimi nous rappelle qu'on n'a jamais autant chanté que sous l'Occupation. Je revois en effet les Parisiens se rassembler sur les boulevards autour des chanteurs de rues qui vendaient ensuite la chanson-papier. (…) En illustrant par des documents le comportement des artistes français pendant cette période, André Halimi oppose deux thèses : a) il fallait bien que la France continue - b) les artistes auraient dû faire grève afin que les « collaborateurs » se sentent isolés et les résistants soutenus. Les choses ne sont pas si simples et cela, Chantons sous l'Occupation le montre également… ».
- L’affaire de la violente altercation entre Marais et Laubreaux fut reconstituée par François Truffaut dans son film Le Dernier Métro (1980).
- Chantons sous l'Occupation est le premier film d'André Halimi traitant de la période de l'Occupation (1940-1944). Il réitère l'expérience en 2003 avec La Délation sous l'Occupation.